# Красный Берег (Чечерский район)
Красный Берег (бел. Чырвоны Бераг) — упразднённый посёлок в составе Чечерского горсовета Чечерского района Гомельской области Беларуси.
На западе граничит с Чечерским биологическим заказником. На востоке расположено месторождение песка (14 млн м3).

## География

### Расположение
В 3 км на северо-восток от Чечерска, 40 км от железнодорожной станции Буда-Кошелёвская (на линии Гомель — Жлобин), 68 км от Гомеля.

### Гидрография
На реке Сож (приток реки Днепр), на севере её приток реки Молинка.

## Транспортная сеть
Транспортные связи по автодороге Полесье — Чечерск. Преимущественно деревянные крестьянские усадьбы вдоль автодороги.

## История
Основан в начале 1920-х годов на бывших помещичьих землях переселенцами из соседних деревень. В 1930 году организован колхоз. Действовало Краснобережское лесничество. 4 жителя погибли на фронтах Великой Отечественной войны. Располагались лесхоз, начальная школа, клуб.

## Население

### Численность
- 2004 год — 64 хозяйства, 171 житель.

### Динамика
- 2004 год — 64 хозяйства, 171 житель.